# Roman Catholic Womenpriests
 (février 2025).
Si vous disposez d'ouvrages ou d'articles de référence ou si vous connaissez des sites web de qualité traitant du thème abordé ici, merci de compléter l'article en donnant les références utiles à sa vérifiabilité et en les liant à la section « Notes et références ».
Roman Catholic Womenpriests est une association de femmes qui souhaitent créer un sacerdoce féminin au sein de l'Église catholique. Ses membres ont été excommuniées en 2007 par la congrégation pour la doctrine de la foi.
Les membres de cette association font valoir l'affaire Ludmila Javorová en 1970 et diverses femmes apôtres nommées dans le Nouveau Testament[réf. nécessaire].
Cette organisation, considérée comme une secte non catholique par la hiérarchie de l'Église, a procédé à diverses ordinations jugées illicites et invalides par le droit canonique. En 2002, elle a médiatisé une cérémonie près du Danube, au cours de laquelle sept femmes ont été ordonnées prêtresses par un évêque non catholique. Ces ordinations ne sont pas reconnues par l'Église.
En 2007, cinq femmes et un homme mariés ont été ordonnés à Toronto, mais non reconnus par le Vatican.